# Verbena elegans
Verbena elegans — вид рослин родини Вербенові (Verbenaceae), поширений на всій території Мексики.

## Поширення
Поширений на всій території Мексики.